# Saint-Saulve
Saint-Saulve è un comune francese di 11 214 abitanti situato nel dipartimento del Nord nella regione dell'Alta Francia.

## Società

### Evoluzione demografica
Abitanti censiti